# Временное областное правительство Урала
Вре́менное областно́е прави́тельство Ура́ла (аббрев. ВОПУ) — государственное образование на границе Северной Азии и Восточной Европы, существовавшее в 1918 году в качестве будущего региона в предполагаемом федеративном государстве на основании экономического районирования.
С конца XIX века, на территории Урала активно развивалось уральское областничество, которое стремилось выработать социокультурные механизмы репрезентации уральской идентичности, и стремившееся укрепить самобытную уральскую идентичность и создать автономный регион Урала в рамках российского государства. Во время прихода большевиков к власти, вынуждена была уйти в подполье, а ряд её деятелей (особенно членов КДП) были убиты или иным образом репрессированы до тех пор, пока силы белых не заняли Екатеринбург, после чего сторонники областничества провели масштабную кампанию за собственную автономию, по итогу чего была утверждена сначала автономия региона в составе Сибирской республики, а уже после — 20 августа, был выпущен манифест о независимости.
Во время всего периода своего существования, не имела чёткие и явные границы своего государства, ввиду особенностей получения независимости, а также конфликтности разделения границы, между Сибирской республикой и КОМУЧем, из-за чего населённые пункты или уезды могли переходить от одной юрисдикции к другой. Самое же государственное образование декларировала и стремилась установить контроль над Пермской губернией, Туринским уездом Тобольской губернии; Глазовским, Сарапульским и Слободским уездом Вятской губернии; Челябинский, Троицкий и Верхнеуральский уезды Оренбургской губернии; Уфимский, Златоустовский и Стерлитамакский уезды Уфимской губернии; части Архангельской губернии, в том числе полуостров Ямал и остров Новая земля.
Высшим органом законодательной и исполнительной власти был Совет Временного областного правительства Урала, состоявший из Управляющих, каждый из членов которого имел в собственном ведении Управление и уполномоченных на местах, помимо общих уполномоченных в субъектах областного правительства. В ходе результатов Государственного совещания в Уфе, учредила ликвидационную комиссию, и 10 ноября передала власть созданному в Омске Временному Всероссийскому правительству.

## История

### Истоки
Ввиду особенности зарождения интеллигенции на Урале из-за обособленности и частичной изолированности региона, в XIX веке на территории Урала появляются первые представители областничества, которые занимались культурно-просветительской деятельностью и формированием уральской идентичностью, считая, что через автономный статус обособленного Урала будет возможно будет преодолеть отсталость и медленное развитие местной промышленности, приведя регион к экономическому процветанию. Позже появляется уральское краеведение, и особенно с появлением Уральского общества любителей естествознания, развивается и культурное областничество: многочисленные уральские писатели начинают замечать и отображать у себя в работах особый патриотизм, «бойкую и оригинальную жизнь», а также свободолюбивость уральцев.

### Формирование
Несмотря на зарождение идей уральского областничества к началу XX-го века, он не был столь широко распространён среди населения и интеллигенции, как сибирское областничество с его более чем полувековой истории областнического движения, и не имел до конца оформившейся идеологии, и окончательных взглядов на то, какое место должен занимать Урал в рамках российского государства, что создавало затруднительное положение для определения судьбы освобождённого сибиряками региона, так-как областничество там вроде бы существовало, но находилось в зачаточном виде. При этом, факт проходившей гражданской и мировой войны, и вынужденность регионов опираться на собственные силы как минимум с с 1916 года, крайне сильно радикализовал и ускорил формирование уральского областничества, который быстро подхватили политические деятели Урала. 
Октябрьский переворот и осенние выборы в Екатеринбурге же привели к масштабным антибольшевистским движениям на Урале, из-за чего советская власть сразу же получила довольно значительное противодействие и непринятие местным населением.
В данных условиях, после освобождения Екатеринбурга от большевиков, у Сибирской республики появляется вопрос о том, что делать с уральскими территориями, который, при давлении политических и предпринимательских кругов Екатеринбурга, которые в большинстве своём разделяли уральское областничество, был разрешён в пользу создания автономии. При этом, основной причиной создания автономии, вопреки некоторым оценкам, стала необходимость восстановление промышленности и создания экономически связанного субъекта, а не необходимость в буферном государстве между СР и КОМУЧем.
Уже 1 августа в целях разрешения конфликта между КОМУЧем и ВСП созывается Межпартийная Уральская комиссия, которая должна была бы разрешить вопрос принадлежности новоприобретённых территорий. К 10 августа ВСП при длительных дебатах с местными политическими силами соглашается предоставить новым территориям автономию и сформировать там отдельное правительство:
...обладая фактической властью над освобожденной территорией Урала, передает ее Временному областному Уральскому правительству по всем делам, кроме затрагивающих ведомства военное, путей сообщения, почты, телеграфа и иностранных дел.Премьер-министр ВСП П.В. Вологодский
Однако, даже так ВСП не оставляла попытки сохранять контроль над территориями: Кроль упрекал премьер-министра ВСП за то, что он затянул утверждение акта о передаче региональной власти на Урале местному правительству, но не оспаривал их право на руководство регионом по итогу межпартийной комиссии. Выдвинутые на заседаниях межпартийной комиссии кандидаты в члены правительства прошли через голосование на заседании кабинета министров ВСП уже 13 августа, где ВСП приставила Уполномоченного ВСП по ВОПУ — С.С. Постникова, который обладал правом вето на все решения совета и простановку действия их решений. Таким образом, была провозглашена автономия со вполне конкретными ограничениями и прямо подчинённая ВСП.
Резкий поворот событий случился 18 августа, когда уже одобренный Совет и комиссия, состоявшая из уральских политических деятелей, слишком ревностно отнеслась к своему автономному статусу, и уведомила министра финансов ВСП И.А. Михайлова, что межпартийная комиссия в одностороннем порядке разрывает все соглашения и договорённости с Сибирской Республикой, формируя Совет ВОПУ и формируя автономию 19 августа, а 20 августа выпуская манифест о своей независимости и отказа от автономного статуса в составе Сибирской Республики, освобождая себя от любых обязательств.

### Борьба между ВОПУ и ВСП
Сразу после провозглашения собственного суверенитета, ВОПУ попыталось назначить на места уполномоченных, уездных и даже в отдельных случаях волостных для решения проблемы спорных территорий между ВОПУ и ВСП. Так, известно о точном установлении фактического контроля и назначенных лиц в Красноуфимском, Камышловском, Кунгурском и Ирбитском уездах, Невьянском районе, Кыштымской и Каслинской волостях. Однако территории ВОПУ, будучи прифронтовой территорией, во многом находились лишь в декларативном или формальном управлении Совета ВОПУ. Гражданские администрации зачастую устанавливались военными, а её устойчивость и легитимность была прямо пропорциональна степени признания оными. В ряде регионов, в частности в Ирбите и Камышлове, местные органы власти и вовсе отказывались признавать власть ВОПУ, и заявляли о своей лояльности ВСП. Большинство уполномоченных ВОПУ первые недели занимались восстановлением работы правительственных органов и учреждением какой-либо власти.
Нередко случалась ситуация, когда ВСП и ВОПУ по сути находились в состоянии замороженной войны, когда их уполномоченные могли совместно управлять одним и тем же уездом, или попеременно отстранять друг друга от власти, или наоборот эту власть себе получать. Иногда это доводило до полноценных переговоров между сторонами, как это например случилось в Кыштымском округе, которое передавалось бы в полное управление ВОПУ при условии возмещения выделенного предприятиям округа кредита в 4,5 млн руб. Такие попытки перетянуть власть приводили к казусам, когда например уполномоченные назначались на неосвобождённые территории.

### Развитие внешнеполитических отношений
В связи с резкими разногласиями и острыми конфликтами с ВСП, 8 сентября состоялись первые переговоры между ВОПУ и КОМУЧем, где ВОПУ рассматривал вариант включения себя в состав КОМУЧа на условиях особой автономии, однако КОМУЧ отказался от предложения ВОПУ, предложив аналогичные условия, которые ранее выдвигало сибирское правительство. Переговоры затянулись, и от них окончательно отказались, как только уральская делегация поняла, что КОМУЧ не пойдёт на какие-либо значимые уступки, кроме как предоставления более широкой экономической автономии.
21 сентября ВОПУ пошла на некоторое потепление отношений с ВСП, приняв проект соглашения о железных дорогах Урала, почтовом и телеграфном тарифах, экономических взаимоотношениях и согласовании деятельности обоих правительств. Однако ВСП в последний момент отказалась подписывать этот проект, и тот исполнялся лишь негласно и неформально, порождая новые конфликты уже из-за инфраструктурных и экономических вопросов.
Так, ВОПУ с сентября пыталась сохранять свой де-факто независимый статус, лавируя между КОМУЧем и ВСП, что быстро превратилось в выторговывание выгодных кредитов, который разменивался на политические уступки, которые были особенно ценны на фоне Государственного совещания в Уфе. Политические амбиции членов совета ВОПУ и их стремление к созданию Уральской автономии вели к всё более частым и активным переговорам, а также сотрудничеством между КОМУЧем, ВСП и ВОПУ. В переговорах с КОМУЧем активно давилась идея о том, что ВОПУ готово сдать территории Сибири, ослабив политический авторитет КОМУЧа:
Я уйду, правительство рассыплется и Комитет увидит тогда Урал в руках Сибири.Л.А. Кроль
Одним из важнейших шагов по построению реалистичной политики сосуществования ВСП и ВОПУ, стало постановление ВОПУ от 9 сентября 1918 года, которое по взаимной договорённости сформировало Уральский промышленный комитет — коллегиальный исполнительно-представительный орган управления горными предприятиями Урала.

### Проектирование будущей автономии и ликвидация ВОПУ
В сентябре была сформирована межведомственная комиссия по согласованию штатов, которая занималась вопросами единообразия оплаты труда и расписания работы штатов ГУ, но с началом государственного совещания в Уфе, когда приближался вопрос о формировании единого российского правительства, комиссия начала работать усерднее, предоставив большое количество постановлений, которые должны были бы составить основу для автономии Урала.
На заседании Совета ВОПУ 24 сентября 1918 года была поставлена задача подготовки выборов в Областную думу Урала, а 10 октября 1918 года утвержден состав комиссии по выработке положения о выбора при Совете ВОПУ, которая разрабатывала концепт автономной Уральской области в составе будущего Российского Государства. Так, планировалось вскоре созывать на замену ВОПУ Уральскую областную думу и преобразовать временное государство во что-то более постоянное. При этом, комиссия следовала принципам автономизации региона и экономического районирования при разработке области и её границ. Один из принятых комиссией в октябре 1918 года проектов предполагал включение в состав Уральской области частей Архангельской и Тобольской губерний.
После создания 23 сентября 1918 года Временного Всероссийского правительства региональные правительства подлежали ликвидации. В Совете ВОПУ впервые об этом заговорили на заседании 4 октября 1918 года В этот день Н.Н. Глассон и А.Е. Гутт высказали мысль об отсутствии перспектив дальнейшей работы и предложили сложить полномочия. Но большинство участников заседания одобрило курс на последовательную замену клиент-патронских отношений с Временным Сибирским правительством признанием верховенства Директории, рассчитывая таким образом сохранить себя как орган региональной автономии. Для этого предполагали всех сибирских представителей на территории Урала заменить на общероссийских. О готовящейся ликвидации ВОПУ впервые было официально объявлено 25 октября 1918 года. Телеграмма от находившегося в Омске главноуправляющего финансов Л. А. Кроля извещала о том, что Временное Всероссийское правительство намерено приступить к скорейшей выработке положения об Уральском областном учредительном собрании и оказать содействие в разработке основ будущей уральской автономии. Осознавая факт необходимости передачи своих полномочий единому правительству, что было необходимо сделать по итогам государственного совещания в Уфе, Совет ВОПУ начал работать с подведениями итогов своей деятельности, и созданию условий для транзита власти ВВП. Огромное значение Совет ВОПУ придавал тому, чтобы вручить на утверждение Временному Всероссийскому правительству законопроект об Уральской областной думе и дать готовый вариант разделения полномочий общероссийского и региональных правительств, дабы сохранить собственную власть в формате автономии.
Как предполагалось Советом ВОПУ, их деятельность в финальные недели должна была лечь в основу будущего федеративного устройства России и стать образцом автономизации. Так, в целях скорейшей реализации замысла 4 ноября 1918 года на заседании Совета ВОПУ была представлена «Схема управления Областью Урала», который утверждал условия самоликвидации ВОПУ: гарантии созыва уральского областного представительного органа, продолжение работы комиссии по выработке положения об Уральской областной думе, сохранение действия всех нормативных актов ВОПУ. Предлагалось также приступить к разработке административных границ Урала, а до учреждения областной автономии назначить главноуполномоченного МВД по Уралу на правах генерал-губернатора, при котором следовало предусмотреть особые должности уполномоченных отдельных ведомств по Уралу. До назначения таких уполномоченных рекомендовали предоставить их права главноуправляющим из бывшего состава ВОПУ и образовать из них коллегиальный орган — Совет по гражданским делам при главноуполномоченном.
Одновременно с этим, начался сбор документов и статистических данных, с целью обоснования границ Уральской области, который продолжался до декабря 1918 года. В обосновании конкретных границ будущей Уральской области авторы исходили из необходимости твердо отстаивать геополитические интересы своего края. В частности, этому служил важнейший принцип — принцип «единства промышленного хозяйства Урала», исключавший «его раздробление между отдельными областями». Второй принцип заключался в создании условий для хозяйственной самодостаточности Урала. Поэтому его территориальным ядром должны были стать все горные округа, располагавшиеся в Уральской горной системе или прилегавшие к ней, а территориальной периферией — лесные массивы, обеспечивавшие промышленные предприятия топливом или потенциально пригодные для этого в будущем, зоны, перспективные для добычи полезных ископаемых, а также территории, откуда на Урал поставлялось продовольствие. В случае экономического тяготения к Уралу отдельных волостей в состав Уральской области следовало включить целые уезды соседних губерний: Туринский уезд Тобольской губернии; Глазовский, Сарапульский и Слободской уезды Вятской губернии; Челябинский, Троицкий и Верхнеуральский уезды Оренбургской губернии; Уфимский, Златоустовский и Стерлитамакский уезды Уфимской губернии; части Архангельской губернии, в том числе полуостров Ямал и остров Новая земля.
Шансов на продолжение деятельности на Урале автономного правительства не стало 4 ноября 1918 года, когда Директория подписала акты о прекращении полномочий всех правительств на востоке России, в том числе и ВОПУ. 10 ноября 1918 года Совет ВОПУ собрался на последнее заседание и объявил об окончании своей деятельности, вся полнота власть перешла Директории, а также ликвидационным комиссиям ГУ ВОПУ.

## Государственное устройство

### Государственная символика
Государственным символом Временного Областного Правительства Урала является его флаг, утверждённый постановлением №6 от 23 октября 1918 г. «О флаге области Урала»:
...признать двухцветный флаг, состоящий из двух горизонтальных полос – ярко-красной вверху и светло-зелёной внизу, как отличительный знак Области УралаПостановление Совета ВОПУ №6 от 23 октября 1918 г. «О флаге области Урала»
Однако, достоверно известно об использовании флага задолго до постановления Совета ВОПУ, так например в декларации о формировании ВОПУ, также содержалось описание флага ещё до принятия постановления о флаге:
Установить в качестве отличительного знака для Области Урала двухцветный флаг, составленный из двух равных полос, расположенных горизонтально: вверху – ярко-красной и снизу светло-зеленой, скрепленных в одно общее полотнищеДекларация ВОПУ от 19 августа 1918 года
Тот активно продавливался для использования на всей территории ВОПУ. Так, 18 октября особо уполномоченному в Алапаевске И.Г. Морозову поступила телеграмма, с сообщением постановления правительства об утверждении его двухполосного флага: одна полоса ярко-красного, другая – светло-зелёного цвета; и предписанием вывешивать стяг над всеми административными зданиями города и района. Этим шагом независимое от Временного Сибирского правительства областное правительство края стремилось подчеркнуть подчиненность и подконтрольность уральских территорий в первую очередь местным властям.

### Административное деление
Фактически, ВОПУ не имела собственного территориального деления. Функцию по разделению территорий осуществляли уезды и волости, а также иные территориальные единицы бывшей Российской Империи. Ситуацию усложнял и тот факт, что в связи с тем, что почти всё время существования ВОПУ, та была практически прифронтовой территорией, окружённой КОМУЧем и ВСП, та просто не имела чёткого представления о собственных государственных границах, или сфере собственного влияния. Хоть территория контроля и была довольно обширной (Пермская губерния практически полностью была под контролем ВОПУ), притязания КОМУЧа и ВСП создавали фактор нестабильности и неустойчивости контроля над территориями вне бывшей Пермской губернии.

### Совет ВОПУ
Высшей исполнительно-распорядительной и законодательной властью государственного образования был Совет ВОПУ, состоящий из 8 членов (двое из которых по совместительству являются Председателем и Товарищем председателя), каждый из которых представляет собой управляющего одного из восьми Главных Управлений (министерств), которые решали как вопросы, входящие в компетенцию их ГУ, так и вопросы самого государственного образования, разрабатывая, принимая или отклоняя постановления, осуществляя свою политику в соответствии с декларацией.

### Законодательная база
Высшим законом в государственном образовании были Постановления Совета ВОПУ, а также циркуляры, указы и распоряжения ГУ ВОПУ. Несмотря на разногласия между ВСП и ВОПУ, последние, понимая политический вес и фактическое положение дел, многие документы ВОПУ представляли собой дубликаты аналогичных документов ВСП, либо их адаптированная версия к специфике Урала и статуса государства, у которого границы не совпадали с губернским и областным делением.
Отдельные документы, в частности по вопросам труда и трудового регулирования брали за основу такие же указы и постановления КОМУЧа.

### Политические партии
На территории ВОПУ декларировалась и провозглашалась политическая свобода и свобода слова, продолжали действовать практически все политические партии.

#### Левые
- РСДРП(б) — коммунизм, марксизм. На выборах в Екатеринбургскую городскую думу 1917 года получила 40 из 85 мест. Запрещена ВОПУ.
- ПЛСР — радикальный социализм, марксизм. Не участвовала в выборах ЕГД. Запрещена ВОПУ.

#### Левоцентристы
- Бунд — демократический социализм. На выборах в ЕГД получила 1 из 85 мест.
- Трудовики — демократический социализм. На выборах в ЕГД получила 1 из 85 мест.
- ПСР — аграрный социализм. На выборах в ЕГД получила 20 из 85 мест.
- РСДРП(м) — социал-демократы. На выборах в ЕГД получила 4 из 85 мест.

#### Центристы
- КДП — социал-либерализм, рыночный либерализм. На выборах в ЕГД получила 15 из 85 мест.

#### Правоцентристы
- Список домовладельцев — социал-консерватизм. На выборах в ЕГД получила 3 из 85 мест.
- Список мусульман — мусульманский консерватизм. На выборах в ЕГД получила 1 из 85 мест.

### Вооружённые силы
С формированием ВОПУ, государственное образование понимало важность создания своих вооружённых сил или соединений. Так, при провозглашении своего суверенитета 19 августа, при поддержке командующего войсками Екатеринбургской группы генерал-майора Р. Гайды было объявлено о проведении мобилизационных мероприятий с 25 августа и началом формирований отрядов с 30 августа при условии передачи военных дел в пользу ВСП и отказа от формирования собственного военного Главного Управления. Однако практически все попытки формирования отрядов заканчивались двумя сценариями — или роспуском отрядов местными военными силами, или переподчинением сил в пользу ВСП, как это случилось с русско-чешскими добровольческими полками 2-й  Чехословацкой стрелковой дивизии, которые формировались на территории ВОПУ, и окончательно перешли под контроль Директории уже 5 ноября.

## Экономика

### Банковский и денежный сектор
Одним из значимых вопросов ВОПУ состоял в налаживании экономической ситуации на собственной территории, а именно введение единой валюты и стабилизация товарооборота в автономии. Так, данный вопрос был окончательно решён только к концу октября 1918 года, когда ГУ Финансов ВОПУ приняла постановление о введении вместе с наличностями казначейские знаки и гособлигации Сибирской Республики.

## Средства массовой информации
Осенью 1918 г. в Екатеринбурге появилась ежедневная областническая газета “Урал” с программой поддержки Всероссийского Временного пр-ва (в Омске), защиты “демократических начал в рабочем и крестьянском вопросе”. Когда власти закрыли ее, возникла областническая газета “Горный край” (29 нояб. 1918 – янв. 1919), в февр. 1919 родилась газета “Наш Урал” (посл. установленный № от 8 июля 1919).
Редактором газеты «Наш Урал» («Горный край»), перешедшей в собственность Екатеринбургского совета кооперативных союзов, состоял Петр Васильевич Мурашев (министр труда Временного Областного Правительства Урала).